# Zileutone
Lo  zileutone   è un principio attivo, un antiasmatico inibitore della arachidonato 5-lipossigenasi.

## Indicazioni
Viene utilizzato come terapia contro forme di asma e rinite allergica.

## Controindicazioni
Controindicato in persone con malattie al fegato.

## Effetti indesiderati
Fra gi effetti indesiderati si riscontrano dolore addominale, cefalea, nausea, parestesia, dispepsia e astenia.
Nel giugno del 2009 la Food and Drug Administration (FDA) emette un box warning , per tutti gli antileucotrienici, sulla scorta delle analisi di Farmacovigilanza. Il testo tradotto recita:
Nei casi di sorveglianza post-marketing gli eventi neuropsichiatrici segnalati sono: agitazione, aggressività, ansia, alterazioni dei sogni e allucinazioni, depressione, insonnia, irritabilità, irrequietezza, pensieri e comportamenti suicidari (compresi i suicidi) e tremore.